# Billingen
Billingen es la mayor de las trece mesetas en el condado de Västra Götaland, en el sur de Suecia, que posee una altitud máxima de 299 metros (981 pies). La meseta se extiende en forma directa norte-sur con una longitud de 23 kilómetros (14 millas) y un ancho de 11 kilómetros (6,8 millas). Billingen se divide en dos partes por un valle de este a oeste entre Skövde y Varnhem. La meseta está cubierta con grandes bosques y páramos, entre ellos la reserva natural de Blängsmossen con su flora única.